# Zombodze
Zombodze ist ein Inkhundla (Verwaltungseinheit) im Süden der Region Shiselweni in Eswatini, an der Grenze zu Südafrika. Es ist 211 km² groß und hatte 2007 gemäß Volkszählung 16.067 Einwohner.

## Geographie
Das Inkhundla liegt im Süden der Region Shiselweni an der Grenze zu Südafrika. Der Fluss Mzinsangu entwässert nach Süden zum Spekboomriver, nach Südafrika hinüber. Es wird intensive Landwirtschaft betrieben. Hauptverkehrsader ist die MR 11, die nördlich des Inkhundla verläuft.

## Gliederung
Das Injhundla gliedert sich in die Imiphakatsi (Häuptlingsbezirke) Bulekeni, Mampondweni, Ngwenyameni und Zombodze.

### Zombodze – Imiphakatsi und Siedlung
Hauptort und Imiphakatsi wurden von Mswati III. zu Königsland erklärt, da im Ort viele Angehörige der Königsfamilie leben und auf dem Hügel, der als Friedhof dient, viele Mitglieder des Königshauses begraben sind.